# Ivan Paleček
Ivan Paleček (Osijek, 1868. – Beograd, 1945.), hrvatski pravnik i političar. Dužnost bana Trojedne Kraljevine Hrvatske, Slavonije i Dalmacije vršio je tijekom 1919. godine. 

## Život
Pravo je završio na bečkom sveučilištu, gdje je i 1890. doktorirao. Sljedeću godinu proveo je kao službenik pri osječkoj kotarskoj oblasti, a 1896. otvara vlastiti odvjetnički ured u Vukovaru. Na izborima 1908. izabran je za zastupnika u Hrvatski sabor, a od 1911. je i zastupnik u zajedničkom hrvatsko-ugarskom saboru. 1916. služi kao poručnik austro-ugarske vojske.